# Adalbert Eyssert
Adalbert Eyssert (29. prosince 1807 Rumburk – 27. května 1868 Rumburk) byl rakouský a český politik německé národnosti, v 2. polovině 19. století poslanec Říšské rady a starosta Rumburku.

## Biografie
Profesí byl podnikatelem v Rumburku. Byl veřejně a politicky aktivní. V roce 1854 díky jeho aktivitě vznikla městská nemocnice (Kaiser-Franz-Josefs-Krankenhaus). Na její výstavbu věnoval 4000 zlatých. Později byl starostou Rumburku. Inicioval založení dobrovolného hasičského sboru v Rumburku (1858). Dal rovněž podnět k založení hudebního institutu, odborné textilní školy a městského parku u pošty nebo městských parních lázní. Úřad starosty zastával v letech 1856–1868.
Od zemských voleb v roce 1861 zasedal i na Českém zemském sněmu, kam byl zvolen za kurii venkovských obcí, obvod Rumburk, Varnsdorf. Zvolen byl coby nezávislý německý kandidát. Na mandát rezignoval v září 1866. Zemský sněm ho v roce 1861 delegoval i do Říšské rady (tehdy ještě volené nepřímo) za kurii venkovských obcí. K roku 1861 se uvádí jako Adalbert Eyßert, kupec, trvalým bydlištěm v Rumburku.
Zemřel v květnu 1868. V rámci závěti odkázal městu 12 000 zlatých na zřízení průmyslové školy v Rumburku, 10 000 zlatých na další potenciální školský ústav, 3 000 zlatých na nemocnici, 4 000 na chudinskou a nadační péči a další 2 000 zlatých na výstavbu nového kostela.
Do politiky vstoupil i Adalbert Eyssert mladší (1813–1879), obchodník, zemský poslanec a starosta. Některé zdroje u něj uvádějí, že on byl starostou města Rumburk. Ovšem dobové nekrology Adalberta Eysserta mladšího to, že by zastával funkci starosty města nezmiňují. Pouze ho uvádějí jako člena obecního zastupitelstva či okresního starostu.